# ترينتون لي ستيوارت
ترينتون لي ستيوارت (بالإنجليزية: Trenton Lee Stewart)‏ (27 مايو 1970، هت سبرينغز في الولايات المتحدة)؛ كاتِب مُتخصِّص في أدب الأطفال وروائي أمريكي.